# Peuple Vezo
Pour les articles homonymes, voir Vezo.
Les Vezo (Vézos en français), parfois appelés les « nomades de la mer », forment un peuple de Madagascar qui occupait autrefois toute la côte ouest de la grande île et vivant essentiellement de la pêche. Les Vezo sont l'une des dernières ethnies nomades du pays. Pêcheurs, ils partent loin de leur village. Durant cette période, ils bivouaquent dans les dunes, utilisant la voile carrée de leur pirogue comme toile de tente. Les Vezo sont aujourd'hui localisés autour de la ville de Tuléar, et sont fortement présents le long du littoral jusqu'à Morombe.

## Ethnonymie
Selon les sources, on observe quelques variantes : 
Selon le linguiste malgache Pierre Simon, le mot vezo (aujourd'hui veju en bugis et bejau en malais, bajo en javanais, Bajau en abaknon) est un emprunt au proto-Malayo-Javanais (proto MJ) et désignait, pour une île, la "population du bord de mer". Le mot Vazimba (aujourd'hui barimba ou orang rimba en malais), en revanche, dérive du proto-Sud Est Barito (proto SEB) ba-γimba (γimba = forêt) et désignait, la "population de la forêt" (sous entendu de l'intérieur)". Au fil du temps le "b" s'est muté en "v".
"Vezo" désignait donc, à l'origine, les Ntaolo austronésiens pêcheurs qui restèrent sur les côtes de l'Ouest et du Sud (probablement les côtes du débarquement des premiers austronésiens), tandis que les Vazimbas étaient les Ntaolo austronésiens chasseurs et/ou cueilleurs et/ou cultivateurs qui décidèrent de s'établir à l'intérieur des terres, notamment dans les forêts des hauts plateaux centraux de la grande île.

## Histoire et origines des Vezo

### Une origine austronésienne commune à tous les Malgaches
Les nombreuses recherches archéologiques, génétiques, linguistiques et historiques récentes confirment toutes que le peuple malgache est primordialement originaire de l'archipel indonésien. Ces premiers pionniers, les Austronésiens, arrivés au début de notre ère (voire avant selon les archéologues)  sont connus de l'histoire orale malgache sous le nom des "Ntaolo" qui, selon leurs choix de mode de subsistances, se subdivisèrent au tout début du peuplement -appelée "période paléomalgache"- en deux grands groupes : les  "Vezo" et les "Vazimba". 

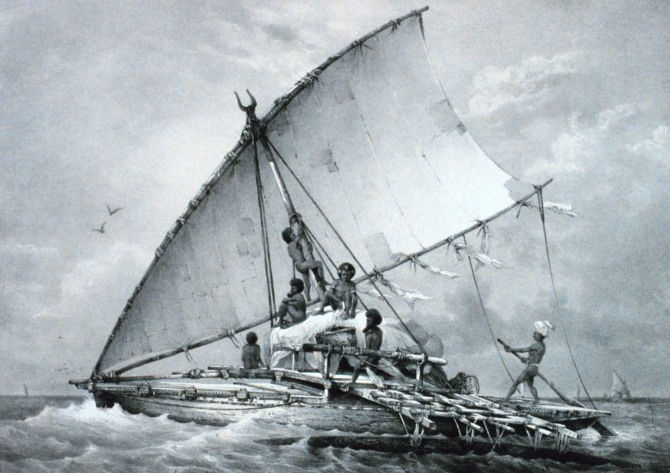
Waka - "canoë à balancier" austronésien (qui a donné en malgache le mot vahoaka-le "peuple", du proto-austronésien *va-waka - "ceux des canoës", "peuple de la mer") : les premiers Ntaolo austronésiens ont probablement utilisés de semblables pour parvenir jusqu'à Madagascar en partant des îles de la sonde

Il est également probable que ces anciens Ntaolo se nommaient eux-mêmes les Vahoaka (du proto-austronésien *Va-*waka "peuple des canoës" ou "peuple de la mer", de *waka-"canoë (à balancier) en proto-Malayo-Polynésien"), terme signifiant simplement aujourd'hui le "peuple" en malgache.
Sur le plan morphologique/phénotypique, cette origine Sud-Est asiatique première des malgaches explique, par exemple au niveau des yeux, le  "pli épicanthal" asiatique de la paupière supérieure répandu chez tous les Malgaches qu'ils soient des côtes ou des hautes terres, qu'ils aient la peau claire, sombre ou cuivrée.
Ces premiers Ntaolo austronésiens (Vazimba et Vezo) sont à l'origine de la langue malgache actuelle, unique et parlée dans toute l'île, ainsi que de tout le fonds culturel malgache.
Comme la plupart des austronésiens, les Ntaolo (Vazimba et Vezo) de Madagascar avaient pour coutume de placer les corps de leurs défunts dans des pirogues en argent et de les enfouir dans la mer (pour ceux des côtes, les Vezo) ou, à défaut, dans des lacs artificiels (pour ceux de l'intérieur, les Vazimba).
À l'instar de tous leurs cousins des archipels indonésiens et polynésiens, les Ntaolo austronésiens implantèrent à Madagascar : les noix de coco, les bananiers, le taro, le riz ainsi que de nombreux autres fruits et légumes communs à toute la culture austronésienne.
Quant à la cause de la venue de ces austronésiens, l’histoire de l'Océan indien du début du premier millénaire de notre ère est encore très mal connue. On peut seulement supposer que l’île de Madagascar joua un rôle important dans le commerce, notamment celui des épices, entre l’Asie du Sud-Est et le Moyen-Orient, directement ou via les côtes africaines. Il se peut notamment que ces vahoaka ntaolo aient en particulier recherché du bois solide pour construire leurs canoës, tel le vintana (un nom que l'on trouve encore aujourd'hui dans le vinta, des canoës Bajau homonymes contemporains des Vezo).

### Le brassage avec les nouveaux immigrants du second millénaire
Au Moyen Âge, les Ntaolo Vezo de la côte Ouest et Nord-Ouest faisaient du commerce avec les Perses Shirazi, les Arabes Omani qui établirent des comptoirs sur l'île. Ces derniers étant le plus souvent accompagnés de Bantus d'Afrique orientale. De ce fait, la côte Ouest, du Nord au Sud de Madagascar, connu à cette époque un fort brassage entre toutes ces populations qui, peu à peu, changèrent d'identité et de nom.
Seul un clan du Sud-Ouest de Madagascar garde encore aujourd'hui l'ancien nom et le mode de vie des anciens Vahoaka Ntaolo austronésiens de la côte Ouest : les Vezo.

## Économie

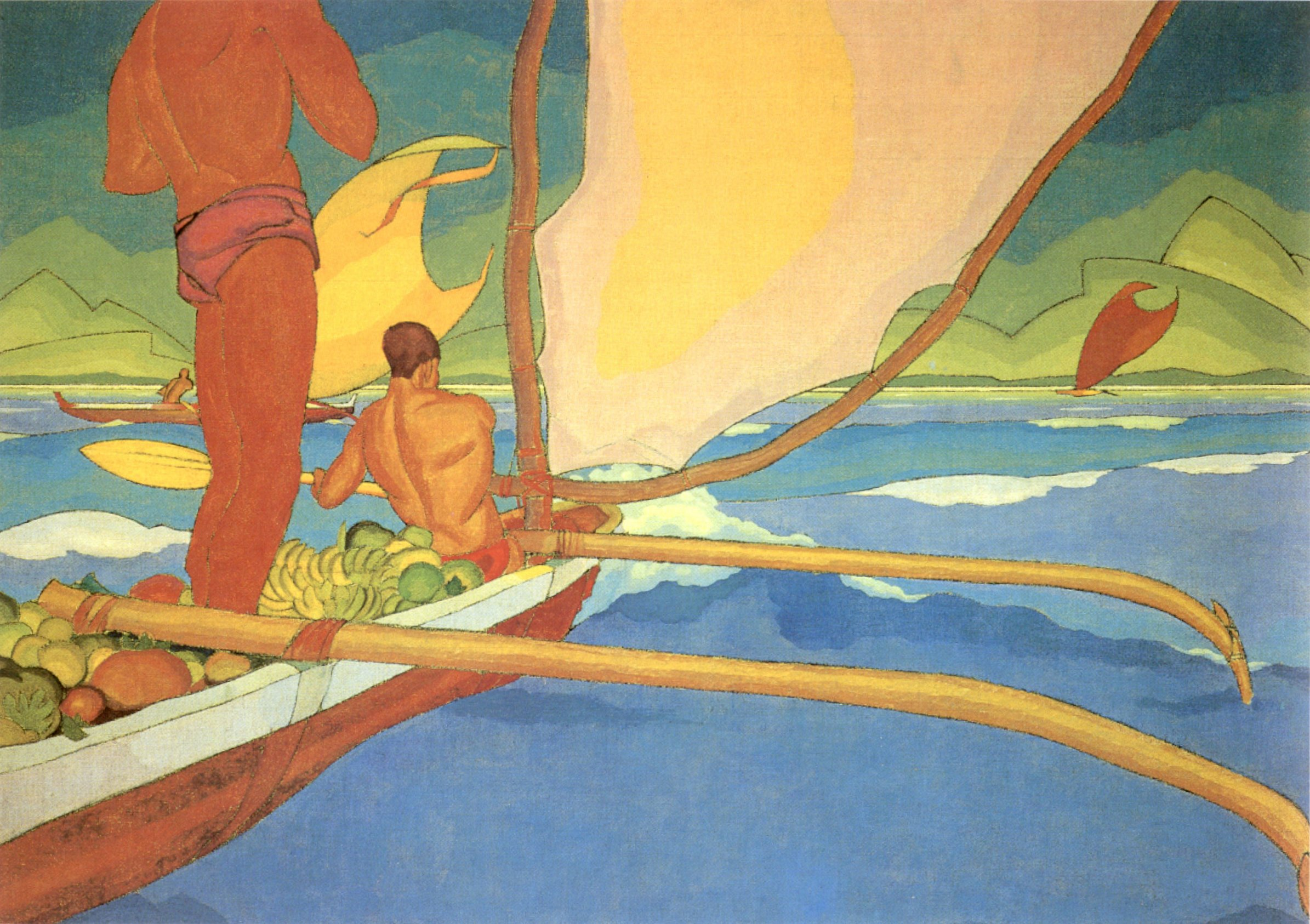
Arman Manookian, Hommes sur pirogue à balancier en direction de la côte, huile sur canevas, c. 1929.

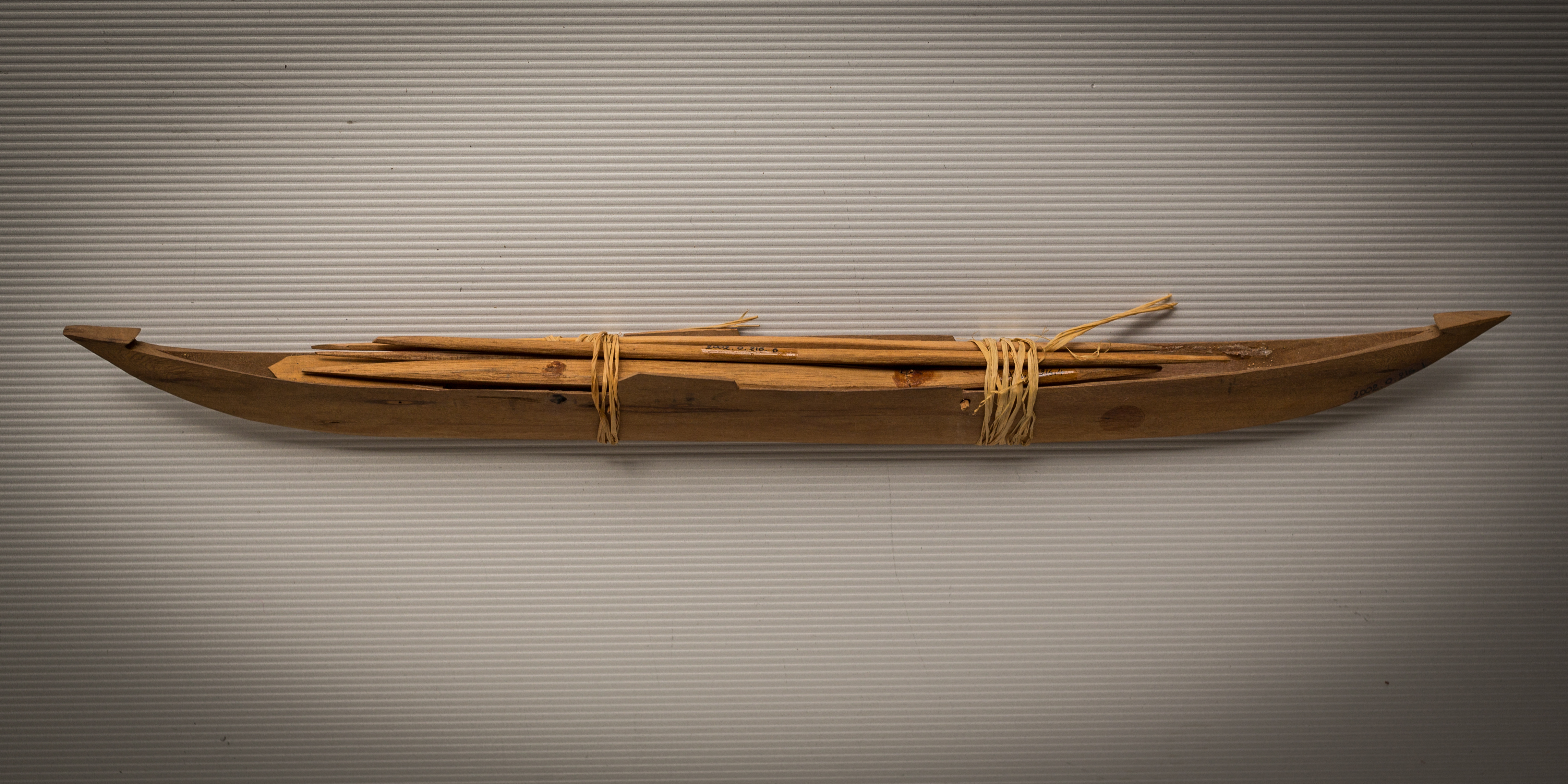
Pirogue à balancier de Tuléar

Tout comme celle de leurs ancêtres depuis des millénaires, l'économie traditionnelle des Vezo est la pêche. Les pêcheurs partent en pirogue à balancier et à voile carrée parfois pour plus d'une semaine pour aller pêcher des requins et autres gros poissons ou tortues. Le poisson est ensuite séché au soleil ou apporté frais aux familles des villages dispersés de Tulear  à Morombe. Une partie est vendue ou échangée aux villes situées à proximité, dont Morombe, leur centre principal. La Compagnie de pêche frigorifique de Toliara est ainsi un acteur important de cette économie, achetant des produits de la mer à plus de 3 000 Vezo.

## Culture
Leur tradition veut que les Vezo soient tous les descendants de l'union d'un ancêtre unique et d'une sirène[réf. souhaitée].
Les Vezo embarquaient autrefois saisonnièrement leur famille pour suivre les poissons. Ils utilisaient alors leurs voiles et mâtures pour en faire des tentes pour dormir. Cette pêche nomade est devenue plus rare.
Pour les Vezo, de nombreux esprits, dont ceux de personnes noyées, errent dans la mer et il ne faut pas pêcher plus que pour assurer ses besoins sous peine d'offenser les dieux marins qui pourraient se venger en les privant de poissons ou en provoquant un naufrage[réf. souhaitée].

### Filmographie
- Balades à Madagascar, 6 films réalisés par Philippe Lecadre et Georges H. Morel (dont un consacré aux pêcheurs Vezo), Papavelo Images ; AK Video, 2005, 70 min (DVD)
- Nomades du lagon, film documentaire de Luc Bongrand, Cerimes, Vanves, 2008, 52 min (DVD)
- Avec Oli chez les Vézo, reportage dans la série Rendez-vous en terre inconnue, diffusés sur France 2 le mardi 14 juin 2022